# 폴란드군
폴란드 공화국군(폴란드어: Siły Zbrojne Rzeczypospolitej Polskiej)은 폴란드 공화국의 국군이다. 지상군, 공군, 해군, 특수군, 향토방위군으로 이루어져 있다.

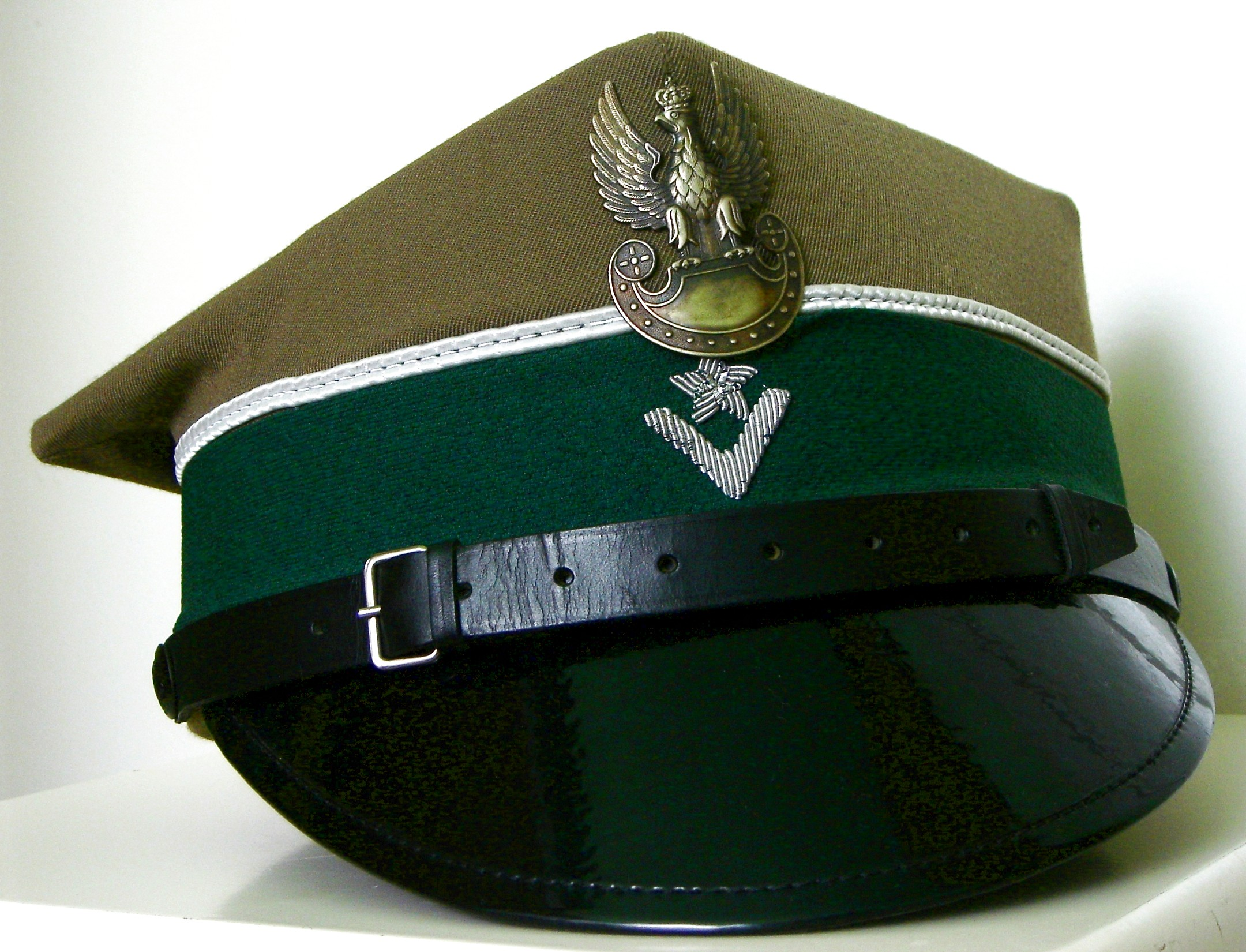
폴란드군 모자

## 편제

### 육군
- 폴란드 - 육군은 약 94,000명(폴란드 육상군)

전차
- 폴란드 - 레오파트 2A4 128대

- 폴란드 - PT-91 232대

- 폴란드 - T-72M 351대

장갑차
- 폴란드 - BWP-1 1131대
- 폴란드 - KTO Rosomak 570대
- 폴란드 - Cougar 40대

육군 헬기
- 폴란드 - Mi-8T 17대
- 폴란드 - Mi-17 12대
- 폴란드 - Mi-2 48대
- 폴란드 - PZL W-3 Sokół 39대
- 폴란드 - Mi-24D 15대
- 폴란드 - Mi-24W 15대

### 공군
- 폴란드 - 공군은 약 16,547명

- 폴란드 - F-16 전투기 48대
- 폴란드 - MiG-29 전투기 31대
- 폴란드 - Su-22 공격기 48대
- 폴란드 - CASA C-295 수송기 11대
- 폴란드 - C-130 수송기 6대

- 폴란드 - Mi-8 헬기 12대
- 폴란드 - Mi-2 헬기 50대
- 폴란드 - Mi-17 헬기 3대
- 폴란드 - Mi-24 헬기 4대
- 폴란드 - PZL W-3 Sokół 헬기 20대
- 폴란드 - PZL SW-4 헬기 24대

### 해군
폴란드 해군은 약 8,000명이다.

### 특수군
폴란드 특수군은 약 2,100명이다.
휘하에 GROM 등의 부대가 있다.

## 역사

### 유제프 피우수트스키원수의쿠데타
1926년 5월, 유제프 피우수트스키 폴란드군 원수는 자신을 따르는 군인들을 동원하여 쿠데타를 일으켰다. 당시 폴란드 제2공화국 정부는 붕괴되었고 유제프 피우수트스키와 그의 부하들이 정부 요직을 차지했다.

### 1935년~1939년
1935년, 유제프 피우수트스키가 병사하자 그의 부하 에드바르트 리츠 시미그위(Edward Rydz Śmigły)가 폴란드군 원수 자리를 물려받았다.

### 폴란드 망명정부를 통한 저항
폴란드 망명정부는 휘하에 자유 폴란드군을 두고 있었다. 자유 폴란드군 사령관은 브와디스와프 안데르스(Władysław Anders) 장군이었다. 자유 폴란드군은 프랑스 공방전, 영국 본토 항공전, 몬테카시노 전투, 노르망디 상륙작전 등에서 큰 활약을 하였다.
한편 몬테카시노 전투에는 보이텍(Wojtek)이라는 곰이 폴란드군 소속으로 참전하였다. 그는 포탄을 나르는 일을 도왔는데 단 한개도 떨어뜨리지 않았다. 계급은 하사(Kapral)였다.

### 공산당의 탄압
이미 소련군은 1939년 폴란드 침공 당시에 폴란드 동부(현재 벨라루스 서부, 우크라이나 서부)에서 폴란드 장교들을 포로로 잡아서 1940년에 학살(카틴 숲의 학살)했다. 당시 학살된 폴란드 장교들은 포로가 된 폴란드 장교들 중 폴란드-소련 전쟁에 참전했고 반공주의 사상이 강한 장교들이었다. 소련 입장에서는 폴란드-소련 전쟁이 폴란드가 커즌선을 무시하고 선제 공격한 전쟁이었기에 이오시프 스탈린은 내부인민위원회를 통하여 이들을 학살했다.
1944년에 공산주의 폴란드군이 출범했다. 이들은 나치즘에 이어 공산주의 체제에 맞서 싸우는 반공주의 폴란드 저항군(NSZ, WiN 등 각종 준군사조직)들과 국내에서 교전했다. 반공주의자들의 군사적 저항은 1963년까지 계속되었다.
한편 소련의 내부인민위원회를 본따서 만든 폴란드 비밀경찰(UB)은 나치 독일과 맞서 싸운 장교 중 반공주의자인 장교들을 잡아들였다. 이들 중 일부는 처형되었고(아우구스트 에밀 피엘도르프 준장, 비톨트 필레츠키 대위 등), 일부는 징역을 선고받았으나 공산주의자 중에서도 스탈린 추종자였던 볼레스와프 비에루트(Bolesław Bierut) 사후 석방되었다. 비밀경찰에 붙잡힌 장교들 중 일부는 해외로 망명하라는 가족들과 폴란드 망명 정부의 요청에도 불구하고 국내에 남아서 저항활동을 이끌다가 처형되었다.
이 때문에 대부분의 폴란드 전쟁 영웅들은 폴란드 망명 정부가 있던 영국 아니면 프랑스, 미국, 캐나다 등 공산화 되지 않은 나라에서 살 수 밖에 없었다. 이들은 거의 대부분 해외에서 제 명에 죽거나 폴란드 민주화 이후 고국으로 되돌아왔다.

### 바르샤바 조약군의 체코슬로바키아 침공
1968년에 일어난 프라하의 봄을 진압하고자 소련이 주도하는 바르샤바 조약기구가 체코슬로바키아를 침공할 때 공산주의 폴란드군도 이에 동참했다.

### 1981년계엄령
1980년에 반공 자유 노조(Solidarność)가 결성되어 폴란드 민주화를 요구하는 파업을 벌였다. 이 때문에 폴란드 공산당의 권위는 더욱 떨어졌다.
1981년 12월 13일 폴란드군 보이치에흐 야루젤스키(Wojciech Jaruzelski) 장군이 계엄령을 선포했다. 당시 야루젤스키 장군은 자유 노조의 파업이 프라하의 봄과 유사하기 때문에 폴란드 민주화를 막기 위해 소련이 처들어 올 것을 방지하기 위해 어쩔 수 없이 계엄을 선포했다고 주장했다. 하지만 소련은 1981년에 폴란드 침공을 준비하지 않고 있었다.

### 민주화된 폴란드
1980년대 레흐 바웬사(Lech Wałęsa)가 이끄는 자유 노조에 의해 1989년에 폴란드가 민주화되자 많은 공산당 출신 장군들이 강제 퇴역당했다. 이들은 1939년부터 1989년까지 공산주의 폴란드군이 벌인 죄에 대한 재판을 받게 되었다. 소련식 계급을 본따 만든 Generał Armii 계급이 폐지되었다.
1999년에는 북대서양 조약 기구에 가입했다. 2004년에는 소련식 계급을 폐지하고 일부 계급들은 미군에 가깝게 수정했다.

## 계급

### 폴란드 제2공화국
- 훈련병
- 사병
- 하사
- 중사
- 상사
- 원사
- 준위
- 소위
- 중위
- 대위
- 소령
- 중령
- 대령
- 여단장
- 사단장
- 대장
- 원수

## 같이 보기
- 폴란드 군사 기구